# Klein Wanzleben
Klein Wanzleben is een plaats en voormalige gemeente in de Duitse deelstaat Saksen-Anhalt en maakt deel uit van de gemeente Wanzleben-Börde in de Landkreis Börde.
Klein Wanzleben telt 2.391 inwoners.

## Indeling voormalige gemeente
De voormalige gemeente bestond uit de volgende Ortsteile:
- Meyendorf
- Remkersleben